# 流山橋

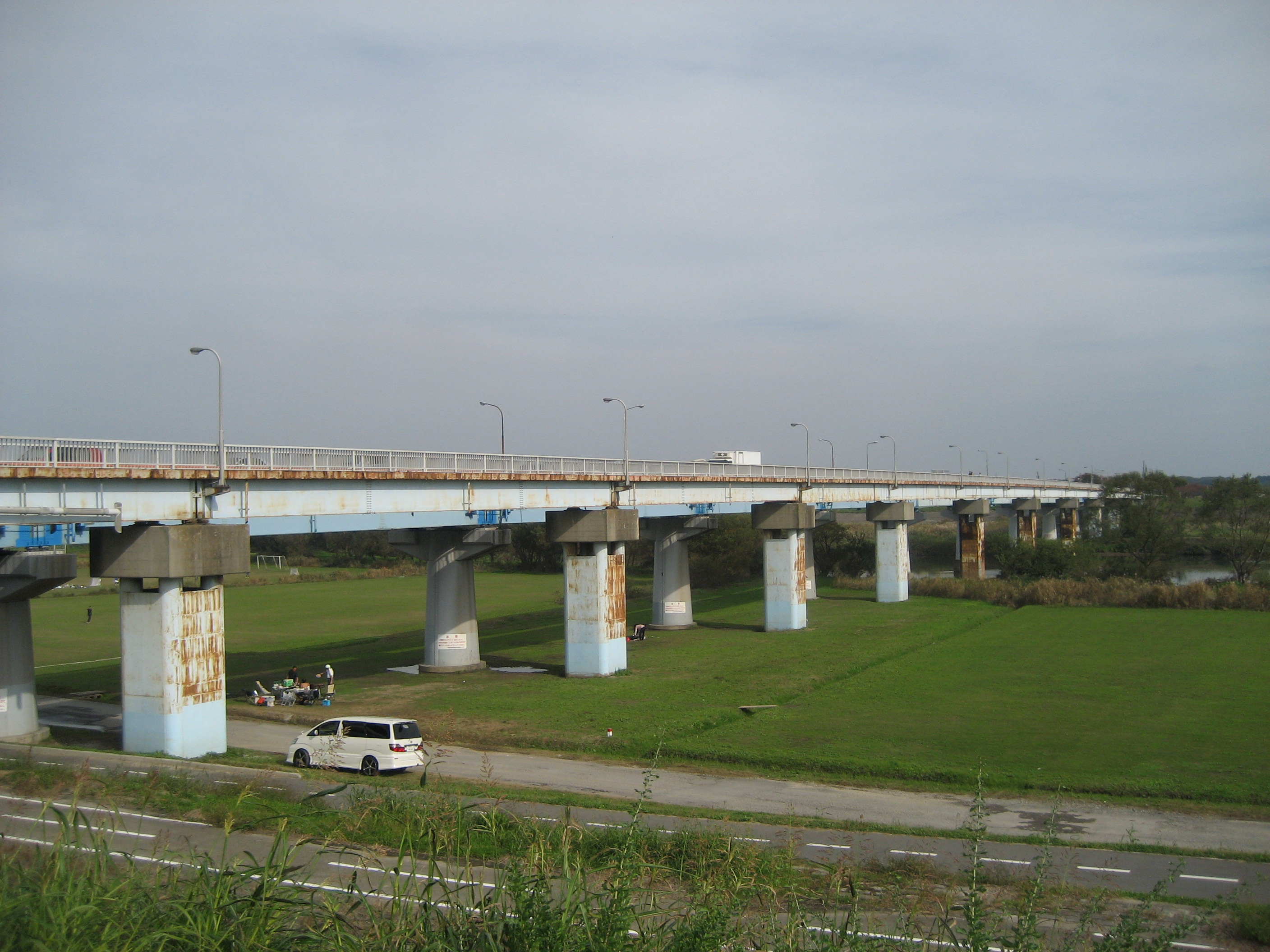
流山橋

流山橋（ながれやまばし）は、千葉県流山市流山八丁目と埼玉県三郷市早稲田一丁目の間に架かる江戸川の橋。

## 概要
江戸川の河口から27.0 kmの地点に架かる橋で、埼玉県道・千葉県道29号草加流山線及び埼玉県道・千葉県道52号越谷流山線の一部を構成している。
幅員7m・片側1車線の狭い橋であること、上流の玉葉橋までは約7.7 km、下流の上葛飾橋までは約5.3 kmもの間道路橋が存在しないこと、三郷市側にららぽーと新三郷をはじめ大規模な商業施設が存在することなどにより交通量が多く、渋滞が恒常化している。また、橋の竣工から約半世紀経っており老朽化が懸念されている。
このため、都市軸道路の一部として2013年（平成25年）度より三郷流山橋の架橋が進められ、2023年（令和5年）11月26日に開通した。
- 地先名
  - 左岸 : 千葉県流山市流山八丁目
  - 右岸 : 埼玉県三郷市早稲田一丁目
- 構造
  - 橋長 : 410.8m[2]
  - 幅員 : 7m
- 桁構造形式 : カンチレバープレートガーダー
- 竣工年月日 : 1965年（昭和40年）2月12日

## 歴史
元は当地近辺においては小船での往来が主で、1631年（寛永8年）9月22日には幕府の許可を得て、葛飾郡丹後新田の経営する｢丹後の渡し｣が正式に設定されていた。1923年（大正12年）には丹後の渡しは流山町営となったが、当地において栄えていた舟運が衰退すると架橋の必要性が対岸の北葛飾郡早稲田村と共に浮上し、早稲田村長により1933年（昭和8年）1月、非公式に東葛飾郡流山町に打診された。翌日、流山町が請願書を作成し、東葛飾郡八木村、新川村、馬橋村、小金町、柏町の調印を受け、早稲田村に提出。同年2月、架橋促進期成同盟が成立（会長は流山町長）し、4月には埼玉県杉戸土木出張所による測量が開始する。そして、12月20日の千葉県議会で満場一致で架橋を議決、翌1934年（昭和9年）3月13日には埼玉県議会でも議決し、1935年（昭和10年）4月にコンクリート製で全長388メートル、幅員5.5メートルの初代流山橋が架橋された。

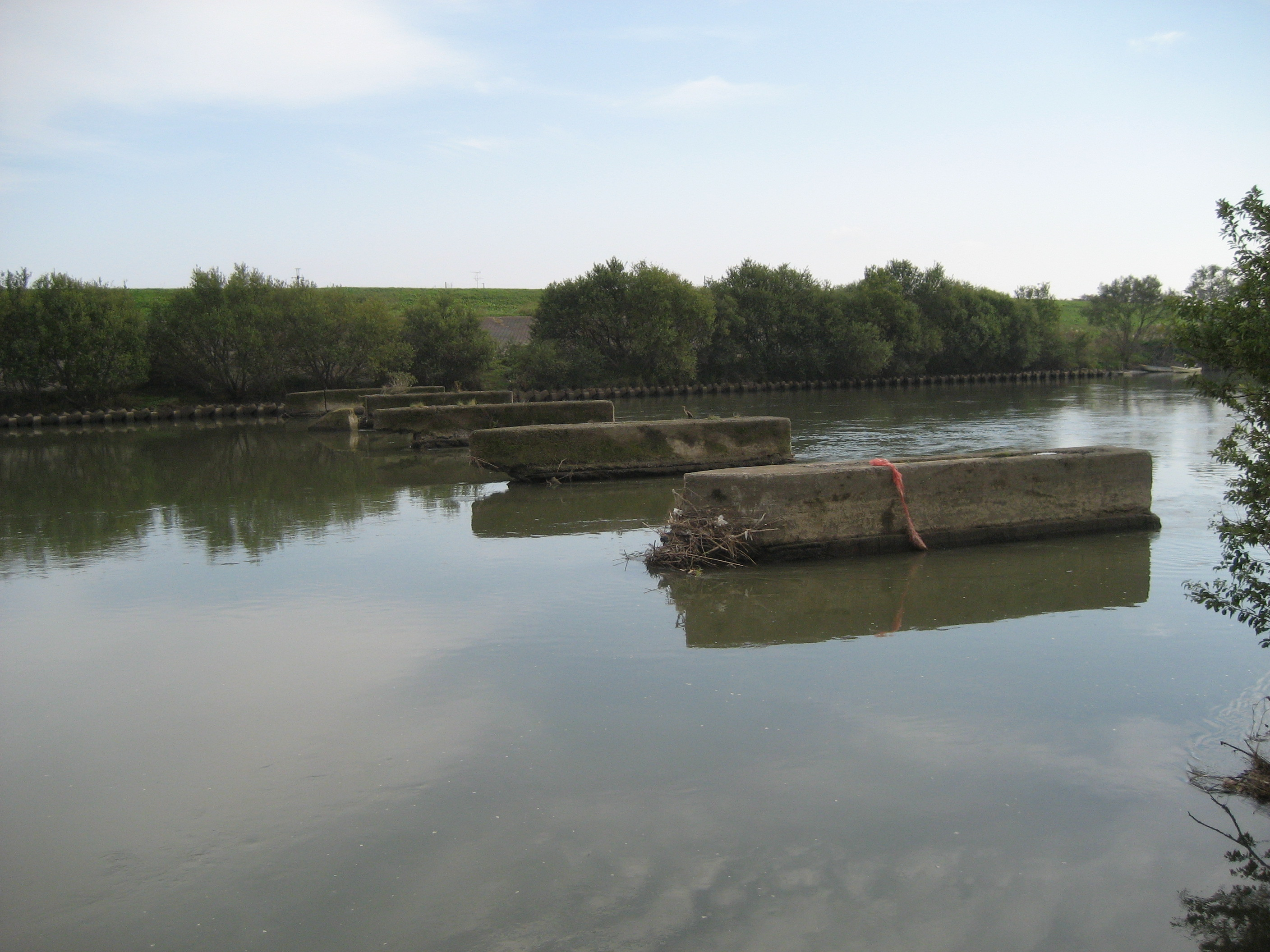
旧流山橋橋脚

その後、河床の低下や橋の老朽化、車両大型化への対応、江戸川の堤防改修の関係から架け替えが検討され、1960年（昭和35年）6月に｢流山橋架橋促進協議会設立準備委員会｣が発足。同年7月に｢流山橋架橋促進協議会｣（会長:流山町長 副会長:三郷村長）が設立された。そして1961年（昭和36年）1月8日に着工し、1965年（昭和40年）2月12日、旧橋より下流側に2代目流山橋が開通した。

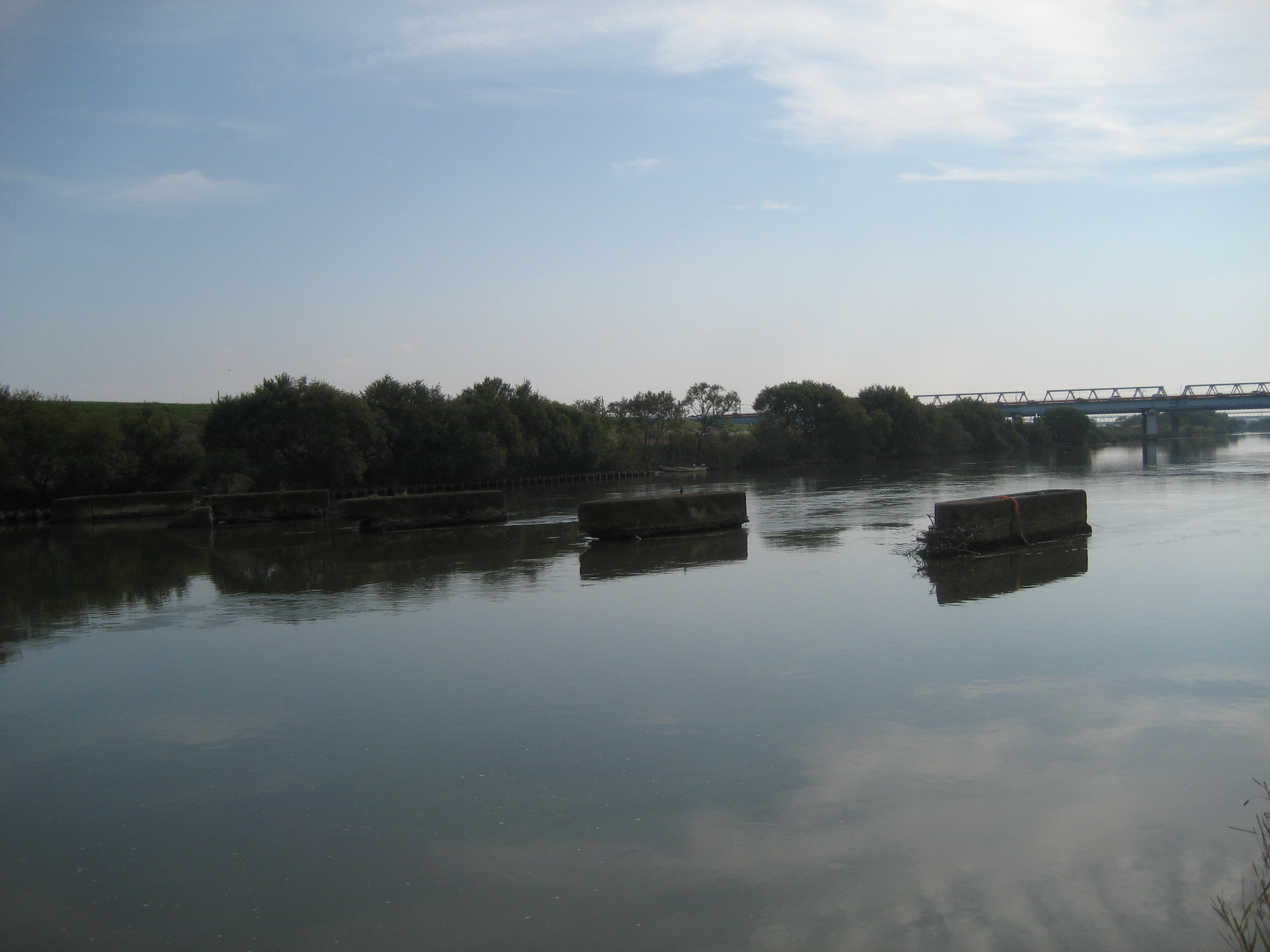
旧流山橋（写真奥は現流山橋）

## 隣の橋
- 江戸川

江戸川橋 - 三郷流山橋 - 流山橋 - 江戸川橋梁 - ガス導管専用橋